# Eisenhammer Rosenhammer

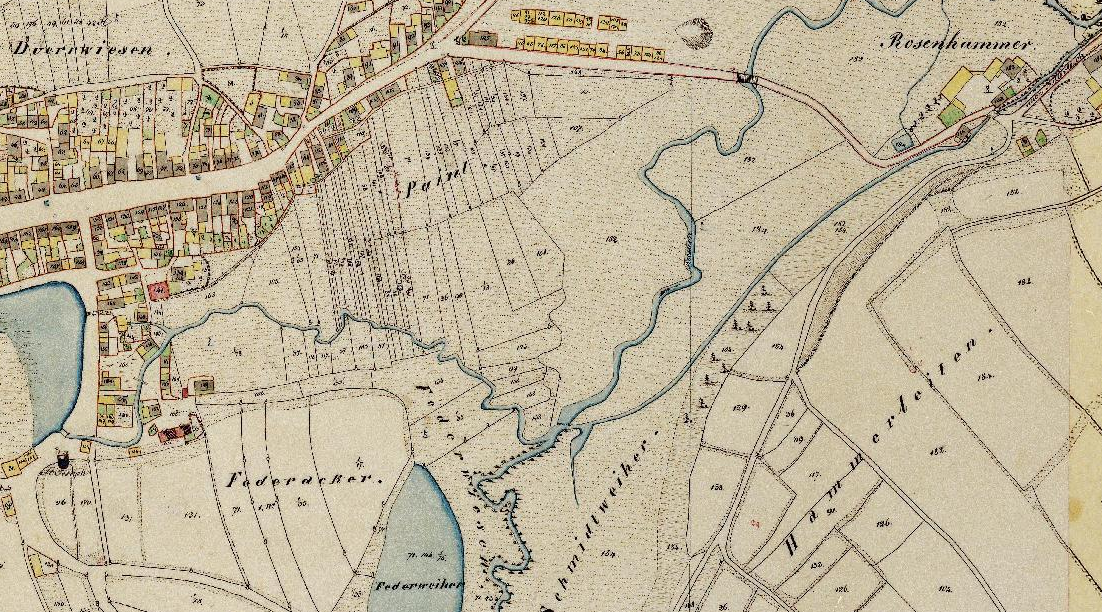
Lageplan von Rosenhammer (Waldershof) auf Urkataster von Bayern

Der Eisenhammer Rosenhammer war ein Eisenhammer in der Nähe der Oberpfälzer Stadt Waldershof; Rosenhammer ist heute ein Ortsteil dieser Stadt. Betrieben wurde das Werk vom Wasser der Kössein.

## Geschichte
Der Rosenhammer wurde 1443 gegründet, wenn auch der erste Hammerbrief erst 1463 ausgestellt wurde. Diese Gründung hängt mit den dortigen Erzvorkommen zusammen, die bis in das 17. Jahrhundert Hauptlieferant für diesen Eisenhammer waren.
Zu Beginn des 16. Jahrhunderts ist das Werk in den Händen der Waldershofer Familie Zollitsch (bisweilen auch Zolatsch geschrieben). Um 1560 war der dortige Bürgermeister Zollitsch zugleich Hammermeister vom Rosenhammer. Um die Zeit von 1565 soll dort der erste Hochofen in Betrieb genommen worden sein. Damit war der Rosenhammer das erste Werk in der Oberpfalz mit einem Hochofen, im nahe gelegenen markgräflichen Arzberg ist ein Hochofen erst 1574 belegt.
Produziert wurden 1565 im Winter Schienen und Stäbe, im Sommer jedoch Produkte aus Gusseisen; genannt werden Öfen aus Gusseisen. Das Werk wurde nach 1560 von verschiedenen Beständern betrieben. 1585 wurde der Hammer von Michael Frank, dem Hammermeister von Leupoldsdorf, um 2.900 fl erworben. Er arbeitete mit Mathes Schreyer zusammen, der ebenfalls einen Teil des Kaufpreises beigesteuert hatte. 1608 wurde eine Realteilung vorgenommen, wobei der Betrieb von den beiden Hammermeistern wochenweise abwechselnd geleitet wurde. Noch 1630 wurde das Werk unter den Hammermeistern Wolf Frankh und Hans Schreyer gemeinsam betrieben; der Wert des Hammers wurde damals auf 4.000 fl geschätzt. Trotz der Schwedeneinfälle während des Dreißigjährigen Krieges produzierte das Werk 1638 noch Eisen und Blech. Der Betrieb des Hochofens musste aber wegen Erzmangels eingestellt werden. Aus einem Bericht des Johann German Barbing an den Kurfürst Ferdinand Maria vom 16. Januar 1666 heißt es: „Waldershofen. Ein Eisenhammer, so gangbar und Mathes (Mathias) Pruckhner und Michael Frank angehörig ist, welche das Eisenärzt zu Kleinsterz und auf der Edt unweit Hof im Voithland, 5 oder 6 Meilen weit entlegen, seiner Güte willen abholen lassen.“
1669 planten die damaligen Eigentümer Mathes Bruckner und Michael Frankh den Wiederaufbau des zerfallenen Hochofens. Sie stellten ein entsprechendes Ansuchen an die Regierung in Amberg und diese sandte den Kastner des Amtes Waldeck-Kemnath zu einer Begutachtung aus; auch die Hammermeister aus der Umgebung sollten dazu ihre Meinung abgeben. Vor allem der Leiter des Hüttenwerkes Gottesgab sprach sich gegen die Inbetriebnahme aus, da dies zu einer Erzverknappung der anderen Hammerwerke führen würde. Dies führte dazu, dass die Wiedererrichtung des Hochofens untersagt wurde, obwohl die beiden Hammermeister die Konzession zum Betrieb eines solchen Ofens nachweisen konnten, aber der Mangel an verhüttbaren Erz wog schwerer als dieses Recht.
Seit 1808 ist Rosenhammer Teil der Munizipalgemeinde Waldershof (Stadt seit 1963).